# Studio Kvartal 95
Studio Kvartal 95 (ukrajinsky Сту́дія «Кварта́л-95»; rusky Сту́дия «Кварта́л-95») je ukrajinská produkční společnost založená roku 2003. Produkuje filmy, televizní pořady či pořádá koncerty. Tým spolupracovníků se dal dohromady již roku 1997, v rámci známého ruského zábavného pořadu KVN (kdysi založeného podle vzoru českého pořadu Hádej, hádej, hadači). Studio na sebe později upozornilo zábavnými pořady v ukrajinské televizi, jako Večernij Kvartal, Svaty a Sluha národa, v němž se jako herec proslavil jeden ze zakladatelů studia Volodymyr Zelenskyj, který se roku 2019 stal ukrajinským prezidentem. Po jeho zvolení se řada jeho spolupracovníků ze Studia Kvartal 95 stala členy jeho administrativy a jeden dokonce šéfem tajné služby.